# Miura (casa discografica)
La Miura è stata una casa discografica italiana attiva tra il 1968 e il 1972. Il suo logo principale era costituito da una figura a serie di cerchi concentrici bianchi su sfondo nero, all'interno di un rettangolo. Nella parte bassa c'era la scritta "Miura". Sulle etichette di alcuni 45 giri stampati fra il 1969 e l'inizio degli anni settanta è riportata invece una stilizzazione delle corna di un toro, sovrastate dalla scritta "Miura" in caratteri di fantasia.

## Storia

### La GTA Records e gli anni sessanta
La Miura Records fu creata all'inizio del 1968 da Lorenzo Sampietro, un industriale milanese con la passione per la musica; per questo motivo - anche al fine di accelerare i tempi - anziché fondare un'azienda ex novo, decise di acquistare una delle tante piccole case discografiche in crisi; la scelta cadde sulla GTA Records; Sampietro ne acquisì personale, sede, beni, oltre al catalogo e gli artisti, creando però un nuovo marchio: Miura Records. La sede dell'azienda era in corso Europa 5 a Milano; fu ingaggiato poi un gruppo dirigente proveniente da altre case discografiche (quali Piero Gallotti dalla Southern Music  E Iller Pattacini dalla Dischi Ricordi). L'incisione dei master e la pressa dei vinili era delegata a terzisti, mentre la stampa delle copertine - il cui disegno era affidato a grafici esterni - veniva poi effettuata dalla Pubblipresse, un'azienda di settore attiva all'epoca in via San Gottardo 3.

#### La creazione del nuovo catalogo
Per la creazione del catalogo furono inizialmente messi sotto contratto alcuni cantanti e gruppi che, dopo alcuni successi, si trovavano in un momento di stasi con le loro case discografiche, come Remo Germani o I Giganti; la dirigenza individuò nuovi talenti: fra questi, I Romans e Giorgio Moroder, che pubblicò un 45 giri usando lo pseudonimo George.
Contestualmente, la Miura acquisì la distribuzione di una casa prestigiosa come la Carisch, oltre che della MRC.

#### La promozione
La Miura tentò di restare al passo con i tempi, sotto la direzione artistica di Rodolfo Grieco. Negli anni sessanta portò diversi artisti a manifestazioni, promuovendoli in televisione. A Sanremo, nel 1969 si presentò Checco Marsella de I Giganti con il pezzo "Il sole è tramontato". Nello stesso anno, Maria Teresa Govoni portò il brano "L'età dell'amore" al Disco per l'estate. I The New Christy Minstrels - all'epoca già noti in Italia - scrissero un pezzo per la colonna sonora del film Il divorzio con Vittorio Gassman, inciso da Miura come 45 giri, nel 1970.

### Gli anni settanta e la chiusura
All'inizio del decennio, l'etichetta distribuì i propri dischi attraverso le filiere di altri marchi (quali la Ariston Records) in un tentativo di incrementarne la diffusione e tagliare i costi. Tuttavia, i profitti derivanti dalle vendite dei dischi pubblicati non furono sufficienti a garantire bilanci compatibili con la sopravvivenza dell'etichetta, che non resse il confronto con i grandi marchi dell'epoca. La Miura cessò definitivamente ogni produzione commerciale nel 1972 per poi essere liquidata.

## Dischi pubblicati
La numerazione prosegue idealmente quella della GTA, con il prefisso PON NP per i 45 giri. Per i pochi LP stampati, alla dicitura LP veniva anteposta una dicitura riferita alla tipologia di musica (fol per folk, bal per ballo, etc.)

### 33 giri
| Numero di catalogo | Anno           | Interprete            | Titoli                              |
| ------------------ | -------------- | --------------------- | ----------------------------------- |
| miu lp 10011       | 1968           | The Sorrows           | Old songs, new songs                |
| bal lp 32011       | 1968           | The Rascals           | Secondo Volume                      |
| spe lp 120001      | Marzo 1970     | New Christy Minstrels | The New Christy Minstrels a Sanremo |
| fol lp 220022      | Settembre 1970 | Mikīs Theodōrakīs     | Canti della Grecia                  |
| miu lp 10016       | 1971           | Brunetta              | Carezze d'amore                     |

### 45 giri
| Numero di catalogo | Anno         | Interprete            | Titoli                                                    |
| ------------------ | ------------ | --------------------- | --------------------------------------------------------- |
| PON NP 40066       | 1968         | AA.VV.                | Colonna sonora originale "La stirpe del vento"            |
| PON NP 40068       | 1968         | Fabrizio Ferretti     | Un nuovo mondo/Così l'eternità                            |
| PON NP 40069       | 1968         | The Classels          | Io per te darei la vita/A che cosa serve piangere d'amor? |
| PON NP 40070       | 1968         | Remo Germani          | Il trombone/Portafortuna                                  |
| PON NP 40071       | 1968         | I Romans              | Che tempo fa, Gigi/Finisce il mondo (insieme a noi)       |
| PON NP 40072       | 1968         | Ricky Shayne          | Con una o dieci chitarre/Nessuna donna...mai!             |
| PON NP 40073       | 1968         | Remo Germani          | Mi capisci con un bacio/Dillo con i fiori                 |
| PON NP 40074       | 1968         | Gloria Paul           | Forse mai/Pulpa de tamarindo                              |
| PON NP 40075       | 1968         | Roberto Rangone       | Il "gorilla" di zia Evelina/Se ci stai                    |
| PON NP 40076       | 1968         | Lino Verde            | Non sono cose che si dicono/Il treno dell'amore           |
| PON NP 40077       | 1968         | Vanna Brosio          | Non sei bello ma sei simpatico/L'amore è dappertutto      |
| PON NP 40078       | 1968         | George                | Yummy, yummy/Make me your baby                            |
| PON NP 40079       | 1968         | Ricky Shayne          | Buonanotte Maria/Le catene                                |
| PON NP 40080       | 1968         | Carlos Rico           | Il mio amico Miguel/La pioggia                            |
| PON NP 40083       | 1968         | The Sorrows           | Per una donna...no!/Amore limone                          |
| PON NP 40084       | 1968         | Vanessa Went          | Io ti credo/Come mai?                                     |
| PON NP 40085       | 1968         | George                | Monja/Raggi di sole                                       |
| PON NP 40086       | 1968         | I Baba                | Va pensiero...va/Alzo gli occhi e vedo lei                |
| PON NP 40087       | 1968         | George                | Mony mony/Tempo d'amore                                   |
| PON NP 40088       | 1968         | Laura Olivari         | Le strade del mondo/Cammino e piango                      |
| PON NP 40089       | 1968         | Checco Marsella       | Una donna da niente/Un bambino                            |
| PON NP 40090       | 1969         | Remo Germani          | Lei non sa/Quelli erano i giorni                          |
| PON NP 40091       | 1969         | Checco Marsella       | Il sole è tramontato/Stop                                 |
| PON NP 40092       | 1969         | Anna Minguzzi         | Non so dir (ti voglio bene)/Non c'è che lui               |
| PON NP 40093       | 1969         | Tijuana Padana Band   | Bella figlia dell'amore/È dall'amore che nasce l'uomo     |
| PON NP 40095       | 1969         | Mau Cristiani         | Le tue lettere/Un fiore che parla                         |
| PON NP 40099       | 1969         | The Sorrows           | Hey hey/6 ft 7 1/2 inch shark fishing blues               |
| PON NP 40100       | 1969         | Carlos Rico           | Magali/Non tornerà                                        |
| PON NP 40101       | 1969         | Martinha              | Va/Io darei la vita mia                                   |
| PON NP 40102       | 1970         | Alice                 | Cambio casa, cambio anima/Regno senza sole                |
| PON NP 40104       | 2 marzo 1970 | New Christy Minstrels | A Thousand Diamonds On The Sea/My Dear Mary Anne          |
| PON NP 40105       | 1970         | Laura Olivari         | Scogli bianchi/...E il giorno se ne va                    |
| PON NP 40106       | 1970         | I Giganti             | Charlot/Voglio essere una scimmia                         |
| PON NP 40107       | 1970         | Peter Amore           | Semaforo rosso/La conosco                                 |
| PON NP 40109       | Maggio 1970  | Carlos Rico           | Né oggi né mai/Gioca bambino                              |
| PON NP 40110       | 1970         | I Romans              | Lucy Lucy/Processo a George Brown                         |
| PON NP 40113       | 1970         | Roberto Nero          | Sei come una droga/La voglia                              |
| PON NP 40114       | 1970         | Brunetta              | Grazie amore/Senza te                                     |
| PON NP 40116       | 1970         | I Giganti             | Corri uomo corri/Mia cara ti odio/Tutta tutta             |
| PON NP 40117       | 1971         | I Giganti             | Il viso di lei/Gioventù, amore e rabbia                   |
| PON NP 40118       | 1971         | Mike Frajria          | Sole negli occhi/Era tanto tempo fa                       |

### 45 giri - Serie BAL
| Numero di catalogo | Anno             | Interprete                       | Titoli                             |
| ------------------ | ---------------- | -------------------------------- | ---------------------------------- |
| BAL NP 30001       | 25 novembre 1965 | Walter Moreno e la sua orchestra | La Cumparsita/Poema                |
| BAL NP 30004       | 25 novembre 1965 | Walter Moreno e la sua orchestra | Violetera/A media luz              |
| BAL NP 30021       | 1966             | Walter Moreno e la sua orchestra | Sul bel Danubio blu/Fascination    |
| BAL NP 30035       | 1967             | Athos Poletti                    | Primavera/Graziella                |
| BAL NP 30070       | 1968             | Walter Moreno e la sua orchestra | Carioca/Evviva la fisarmonica      |
| BAL NP 30096       | 1969             | Arrigo Amadesi                   | Night Gondola Serenade/Venezia no! |